# Sophia Bergdahl
Sophia Bergdahl (ur. 8 maja 1979 w Söderhamn) – szwedzka snowboardzistka. Nie startowała na igrzyskach olimpijskich. Jej najlepszym wynikiem na mistrzostwach świata w snowboardzie było 4. miejsce w snowcrossie na mistrzostwach w Berchtesgaden. Najlepsze wyniki w Pucharze Świata osiągnęła w sezonie 1998/1999, kiedy to była szósta w klasyfikacji generalnej, a w klasyfikacji halfpipe’a była trzecia. Jest wicemistrzynią świata w halfpipe’ie z 1998 r.
W 2000 r. zakończyła karierę.

## Sukcesy

### Mistrzostwa Świata
| Miejsce | Dzień       | Rok  | Miejscowość   | Konkurencja    | Zwycięzca        |
| ------- | ----------- | ---- | ------------- | -------------- | ---------------- |
| 9.      | 16 stycznia | 1999 | Berchtesgaden | Halfpipe       | Kim Stacey       |
| 4.      | 17 stycznia | 1999 | Berchtesgaden | Snowboardcross | Julie Pomagalski |

### Puchar Świata

#### Miejsca w klasyfikacji generalnej
- 1997/1998 – 34.
- 1998/1999 – 6.
- 1999/2000 – 22.

#### Miejsca na podium
1. Tandådalen – 13 marca 1998 (halfpipe) – 3. miejsce
2. Whistler – 13 grudnia 1998 (snowcross) – 2. miejsce
3. Kreischberg – 5 marca 1999 (snowcross) – 1. miejsce